# Макгуайр, Дороти
Дороти Хэкетт Макгуайр (англ. Dorothy Hackett McGuire, 14 июня 1916 — 13 сентября 2001) — американская актриса, номинантка на премию «Оскар» в 1947 году.

## Биография
Дороти Макгуайр родилась в городе Омаха в штате Небраска 14 июня 1916 года. Свою актёрскую карьеру она начала с участия во многих летних театрах, а вскоре добилась успеха и Бродвее, сначала как дублёр Марты Скотт в постановке «Наш городок», а затем в главной роли в комедии «Клаудия».
На Бродвее её заметил один из голливудских продюсеров, после чего началась кинокарьера Макгуайр с главной роли в фильме «Клаудия» (1943), экранизации бродвейской постановки. Далее последовали роли в фильмах «Дерево растёт в Бруклине» (1945), «Винтовая лестница» (1945) и «Джентльменское соглашение» (1947), за роль в котором она была номинирована на «Оскар», как Лучшая актриса. Также примечательными стали её роли в фильмах «Я хочу тебя» (1951), «Дружеское увещевание» (1956) и «Старый брехун» (1957).
Начиная с 1970-х годов актриса в основном снималась на телевидении. У неё были роли во многих телевизионных фильмах и сериалах, в том числе в «Молодых и дерзких», «Лодке любви» и «Острове фантазий».
В 1943 году Макгуайр вышла замуж за фотографа Джона Свопа от которого родила сына Марка и дочь Топо. Их брак продлился до смерти Джона в 1979 году. Актриса умерла от сердечного приступа 13 сентября 2001 года в Санта-Монике в возрасте 85 лет.
Её вклад в американскую киноиндустрию отмечен звездой на Голливудской аллее славы.

## Избранная фильмография
- Величайшая из когда-либо рассказанных историй (1965) — Дева Мария
- Швейцарская семья Робинзонов (1960) — Мать Робинзон
- Тьма наверху лестницы (1960) — Кора Флуд
- Старый брехун (1957) — Кэти
- Дружеское увещевание (1956) — Элиза Бирдвелл
- Три монеты в фонтане (1954) — Мисс Фрэнсис
- Я хочу тебя (1951) — Нэнси Грир
- Мистер 880 (1950) — Энн Уинслоу
- Джентльменское соглашение (1947) — Кэти Лэйси
- Винтовая лестница (1945) — Хелен
- Дерево растёт в Бруклине (1945) — Кэти Нолан
- Клаудия (1943) — Клаудия